# Escarrilla
Escarrilla (arag. Escarriella) – miejscowość w Hiszpanii, w Aragonii, w prowincji Huesca, w comarce Alto Gállego, w gminie Sallent de Gállego, 94 km od miasta Huesca.
Według danych INE z 1991 roku miejscowość zamieszkiwało 79 osób, a z 1999 roku - 105 osób. Wysokość bezwzględna miejscowości jest równa 1 189 metrów.